# Theil-Rabier
Theil-Rabier is een gemeente in het Franse departement Charente (regio Nouvelle-Aquitaine) en telt 151 inwoners (2004). De plaats maakt deel uit van het arrondissement Confolens.

## Geografie
De oppervlakte van Theil-Rabier bedraagt 7,4 km², de bevolkingsdichtheid is 20,4 inwoners per km².
De onderstaande kaart toont de ligging van Theil-Rabier met de belangrijkste infrastructuur en aangrenzende gemeenten.

## Demografie
Onderstaande figuur toont het verloop van het inwonertal (bron: INSEE-tellingen).